# Marko Kolar
Marko Kolar (Zabok, 31 maggio 1995) è un calciatore croato, attaccante dell'HNK Gorica.